# Diplophyllum recurvifolium
Diplophyllum recurvifolium là một loài rêu trong họ Scapaniaceae. Loài này được C. Massal. mô tả khoa học đầu tiên năm 1927.
Danh pháp khoa học của loài này chưa được làm sáng tỏ. 